# Farrington Twinstar
Le Farrington Twinstar est un autogire destiné à la construction amateur qui s’inspire largement de l’Air & Space 18A : fuselage ouvert en fibre de verre, empennage bidérive, tête de rotor supportée par une structure tubulaire en acier. Le prototype a pris l’air en 1983 avec un moteur Lycoming O-320 de 150  ch. Au moins 8 exemplaires construits à ce jour à fin 2006.